# وستوود (کانزاس)
وستوود (به انگلیسی: Westwood) شهری در ایالت کانزاس کشور ایالات متحده آمریکا است که جمعیت آن در سرشماری سال ۲۰۱۰ میلادی، ۱٬۵۰۶ نفر بوده‌است.